# Ulica Na Grobli we Wrocławiu
Ulica Na Grobli (do 1945 r. pod niem. nazwą Am Weidendamm) – ulica we Wrocławiu, biegnąca wzdłuż lewego (południowego) brzegu Odry przez osiedle Rakowiec do osiedla Siedlec.

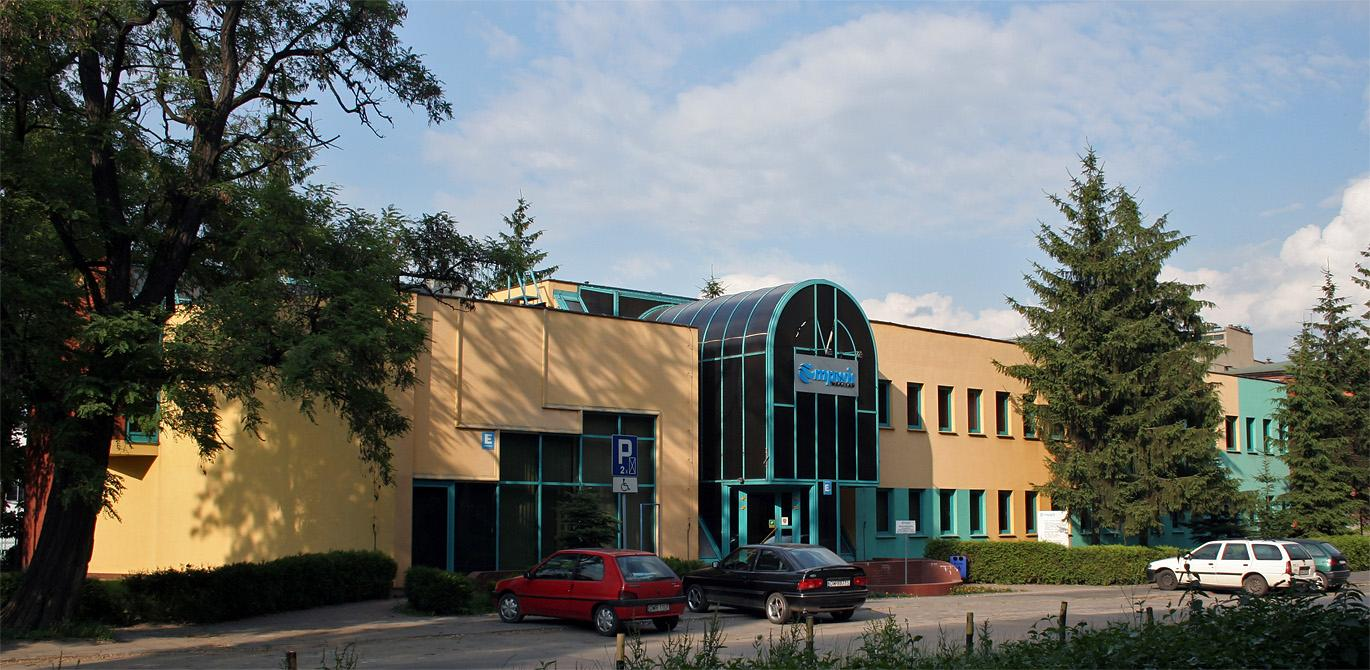
MPWiK

## Lokalizacja
Ulica zaczyna się na Moście Oławskim (przez rzekę Oławę), noszącym niegdyś imię św. Maurycego i ciągnie się stąd na wschód przez ok. 2,6 km. W połowie drogi, przy kładce Zwierzynieckiej, ulica rozwidla się: jej południowa gałąź przyjmuje nazwę ulicy Międzyrzeckiej, a północna, bliższa Odry ciągnie się jeszcze przez ponad kilometr po Grobli Siedleckiej (Zedlitzer Damm), aż do miejsca, w którym obecnie znajduje się gazociąg przerzucony przez rzekę Odrę. W tym miejscu ulica zamienia się w ścieżkę, którą po przebyciu dalszych ośmiuset metrów dotrzeć można do ulicy Opatowickiej.

## Historia
Trakt Na Grobli już od XVII wieku stanowił popularną trasę spacerową, którą mieszkańcy miasta dotrzeć mogli do (wówczas podmiejskich) wsi Siedlec, Bierdzany, Nowy Dom, Opatowice, w których mogli odpocząć od niewygód ściśniętej murami miejskimi metropolii. Wzdłuż trasy tej powstawały établissements, m.in. „Der Weidendamm” (założona pod koniec XVIII wieku), „Neu Holland” (1782). W latach 70. XIX wieku powstał dom koncertowy „Kroter”, w 1881 établissement „Wappenhof”. W XIX wieku zaczęły powstawać tutaj także przystanie wioślarskie: w 1876 przystań Pierwszego Wrocławskiego Towarzystwa Wioślarskiego, a w 1891 – Towarzystwa Wioślarskiego „Wratislavia” (w 1910 klub ten zbudował tam swoją nową siedzibę). Na końcowym odcinku trasy znajdowały się kawiarnie „Hofjäger” (ul. Na Grobli 34–38; od ok. 1938 r. pod nazwą Strandgartenkaffee K. Frenzel – dosł. „kawiarnia w ogrodzie plażowym”) i „Zedlitz” (Na Grobli 49). 
W połowie XIX wieku wzdłuż ulicy zaczęto budować obiekty zakładów wodociągowych: powstała wieża wodna (tzw. wieża ciśnień Na Grobli). W związku z tymi inwestycjami zlikwidowano kawiarnie „Der Weidendamm” i „Neu Holland”. Zakłady wodociągowe działają tu do dziś, ale ulica z racji swej lokalizacji nadal pełni w pewnym stopniu funkcje rekreacyjne: znajdują się tu pola campingowe i przystanie wioślarskie, m.in. zlokalizowany w miejscu dawnej kawiarni „Zedlitz” Harcerski Ośrodek Wodny „Rancho”.